# Nuoto ai campionati europei di nuoto 2016 - 200 metri stile libero maschili
La gara dei 200 metri stile libero maschili degli Europei 2016 si è svolta il 17 e il 18 maggio 2016. Il 17 maggio si sono svolte batterie (al mattino) e semifinali (al pomeriggio), mentre la finale nel pomeriggio del giorno seguente.

## Podio
| Pos.    | Atleta                | Nazione     |
| ------- | --------------------- | ----------- |
| Oro     | Sebastiaan Verschuren | Paesi Bassi |
| Argento | Velimir Stjepanović   | Serbia      |
| Bronzo  | James Guy             | Regno Unito |

## Record
Prima della manifestazione il record del mondo (RM), il record europeo (EU) e il record dei campionati (RC) erano i seguenti.
| Record mondiale       | 1'42"00 | Paul Biedermann           | 28 luglio 2009 Roma   |
| Record europeo        | 1'42"00 | Paul Biedermann           | 28 luglio 2009 Roma   |
| Record dei campionati | 1'44"89 | Pieter van den Hoogenband | 2 agosto 2002 Berlino |

Durante la competizione non sono stati migliorati record.

## Risultati

### Batterie
| Pos. | Batteria | Corsia | Atleta                   | Nazionalità | Tempo   | Note |
| ---- | -------- | ------ | ------------------------ | ----------- | ------- | ---- |
| 1    | 8        | 2      | Glenn Surgeloose         | Belgio      | 1'46"93 | Q    |
| 2    | 6        | 4      | Velimir Stjepanović      | Serbia      | 1'47"03 | Q    |
| 3    | 8        | 4      | James Guy                | Regno Unito | 1'47"11 | Q    |
| 4    | 6        | 5      | Maarten Brzoskowski      | Paesi Bassi | 1'47"35 | Q    |
| 5    | 6        | 2      | Matias Koski             | Finlandia   | 1'47"48 | Q    |
| 6    | 8        | 8      | Kacper Majchrzak         | Polonia     | 1'47"59 | Q    |
| 7    | 6        | 8      | Andrea Mitchell D'Arrigo | Italia      | 1'47"61 | Q    |
| 8    | 7        | 4      | Sebastiaan Verschuren    | Paesi Bassi | 1'47"69 | Q    |
| 9    | 8        | 3      | Dion Dreesens            | Paesi Bassi | 1'48"05 |      |
| 10   | 7        | 6      | Pieter Timmers           | Belgio      | 1'48"09 | Q    |
| 11   | 6        | 7      | Lorys Bourelly           | Francia     | 1'48"16 | Q    |
| 12   | 6        | 6      | Louis Croenen            | Belgio      | 1'48"29 |      |
| 13   | 8        | 7      | Dominik Kozma            | Ungheria    | 1'48"45 | Q    |
| 14   | 5        | 6      | Albert Puig              | Spagna      | 1'48"73 | Q    |
| 15   | 7        | 5      | Jordan Pothain           | Francia     | 1'48"79 | Q    |
| 16   | 8        | 6      | Péter Bernek             | Ungheria    | 1'48"80 | Q    |
| 17   | 5        | 4      | Víctor Martín            | Spagna      | 1'48"81 | Q    |
| 18   | 7        | 1      | Kyle Stolk               | Paesi Bassi | 1'48"83 |      |
| 19   | 7        | 2      | Felix Auböck             | Austria     | 1'48"89 | Q    |
| 20   | 8        | 5      | Robert Renwick           | Regno Unito | 1'48"95 |      |
| 21   | 6        | 9      | Dieter Dekoninck         | Belgio      | 1'48"98 |      |
| 22   | 5        | 2      | Jordan Sloan             | Irlanda     | 1'49"01 |      |
| 23   | 4        | 2      | Doğa Çelik               | Turchia     | 1'49"15 |      |
| 24   | 8        | 9      | Tom Kremer               | Israele     | 1'49"36 |      |
| 25   | 3        | 1      | Marius Radu              | Romania     | 1'49"39 |      |
| 26   | 4        | 1      | Isak Eliasson            | Svezia      | 1'49"53 |      |
| 27   | 5        | 7      | Adam Paulsson            | Svezia      | 1'49"57 |      |
| 28   | 4        | 7      | Ádám Telegdy             | Ungheria    | 1'49"63 |      |
| 29   | 7        | 0      | Filippo Megli            | Italia      | 1'49"72 |      |
| 30   | 7        | 3      | Duncan Scott             | Regno Unito | 1'49"77 |      |
| 31   | 6        | 1      | Alexandre Haldemann      | Svizzera    | 1'49"80 |      |
| 32   | 5        | 0      | Dimitrios Dimitriou      | Grecia      | 1'49"82 |      |
| 33   | 4        | 6      | Kacper Klich             | Polonia     | 1'49"97 |      |
| 34   | 8        | 0      | Illya Teslenko           | Ucraina     | 1'50"00 |      |
| 35   | 3        | 5      | Henning Mühlleitner      | Germania    | 1'50"12 |      |
| 36   | 5        | 5      | Henrik Christiansen      | Norvegia    | 1'50"17 |      |
| 37   | 4        | 8      | Christoffer Carlsen      | Svezia      | 1'50"21 |      |
| 38   | 4        | 4      | Anže Tavčar              | Slovenia    | 1'50"30 |      |
| 39   | 5        | 9      | Nils Liess               | Svizzera    | 1'50"53 |      |
| 40   | 5        | 1      | Ido Haber                | Israele     | 1'50"62 |      |
| 40   | 7        | 8      | Miguel Durán             | Spagna      | 1'50"62 |      |
| 42   | 6        | 0      | Alexi Konovalov          | Israele     | 1'50"64 |      |
| 43   | 3        | 7      | Aleksi Schmid            | Svizzera    | 1'50"67 |      |
| 44   | 3        | 2      | Kregor Zirk              | Estonia     | 1'50"70 |      |
| 45   | 7        | 9      | David Brandl             | Austria     | 1'50"93 |      |
| 46   | 3        | 4      | Miguel Nascimento        | Portogallo  | 1'50"99 |      |
| 46   | 2        | 4      | Uroš Nikolić             | Serbia      | 1'50"99 |      |
| 48   | 3        | 3      | Kaan Özcan               | Turchia     | 1'51"00 |      |
| 49   | 3        | 8      | Gustaf Dahlman           | Svezia      | 1'51"24 |      |
| 50   | 2        | 2      | Kemal Arda Gürdal        | Turchia     | 1'51"26 |      |
| 51   | 3        | 6      | Ergecan Gezmiş           | Turchia     | 1'51"33 |      |
| 52   | 2        | 5      | Pit Brandenburger        | Lussemburgo | 1'51"55 |      |
| 52   | 5        | 3      | Alexei Sancov            | Moldavia    | 1'51"55 |      |
| 54   | 4        | 3      | Markus Lie               | Norvegia    | 1'51"60 |      |
| 55   | 4        | 9      | Stefan Šorak             | Serbia      | 1'51"84 |      |
| 56   | 4        | 0      | Petr Novák               | Rep. Ceca   | 1'52"16 |      |
| 57   | 2        | 3      | Pavol Jelenák            | Slovacchia  | 1'52"60 |      |
| 58   | 3        | 9      | Thomas Liess             | Svizzera    | 1'52"88 |      |
| 59   | 7        | 7      | Cameron Kurle            | Regno Unito | 1'53"03 |      |
| 60   | 2        | 6      | Irakli Revishvili        | Georgia     | 1'53"19 |      |
| 61   | 2        | 0      | Daniel Martin            | Romania     | 1'53"26 |      |
| 62   | 2        | 8      | Andri Aedma              | Estonia     | 1'53"43 |      |
| 63   | 2        | 7      | Karl Luht                | Estonia     | 1'53"86 |      |
| 64   | 1        | 3      | Yonatan Batsha           | Israele     | 1'54"33 |      |
| 65   | 2        | 1      | Davide Bernardi          | San Marino  | 1'57"85 |      |
| 66   | 1        | 4      | Cristian Santi           | San Marino  | 1'59"12 |      |
| 67   | 1        | 5      | Gianluca Pasolini        | San Marino  | 1'59"78 |      |
| DNS  | 3        | 0      | Truls Wigdel             | Norvegia    |         |      |
| DNS  | 4        | 5      | Eduardo Solaeche         | Spagna      |         |      |
| DNS  | 5        | 8      | Christos Katrantzis      | Grecia      |         |      |
| DNS  | 6        | 3      | Danas Rapšys             | Lituania    |         |      |
| DNS  | 8        | 1      | Clément Mignon           | Francia     |         |      |

### Semifinali

#### Semifinale 1
| Pos. | Corsia | Atleta                | Nazionalità | Tempo   | Note |
| ---- | ------ | --------------------- | ----------- | ------- | ---- |
| 1    | 6      | Sebastiaan Verschuren | Paesi Bassi | 1'45"87 | Q    |
| 2    | 4      | Velimir Stjepanović   | Serbia      | 1'46"04 | Q    |
| 3    | 3      | Kacper Majchrzak      | Polonia     | 1'46"95 | Q    |
| 4    | 5      | Maarten Brzoskowski   | Paesi Bassi | 1'47"62 | Q    |
| 5    | 1      | Péter Bernek          | Ungheria    | 1'48"22 |      |
| 6    | 2      | Lorys Bourelly        | Francia     | 1'48"71 |      |
| 7    | 8      | Felix Auböck          | Austria     | 1'48"85 |      |
| 8    | 7      | Albert Puig           | Spagna      | 1'49"29 |      |

#### Semifinale 2
| Pos. | Corsia | Atleta                   | Nazionalità | Tempo   | Note |
| ---- | ------ | ------------------------ | ----------- | ------- | ---- |
| 1    | 5      | James Guy                | Regno Unito | 1'46"59 | Q    |
| 2    | 4      | Glenn Surgeloose         | Belgio      | 1'46"91 | Q    |
| 3    | 6      | Andrea Mitchell D'Arrigo | Italia      | 1'47"56 | Q    |
| 4    | 3      | Matias Koski             | Finlandia   | 1'47"58 | Q    |
| 5    | 2      | Pieter Timmers           | Belgio      | 1'47"73 |      |
| 6    | 7      | Dominik Kozma            | Ungheria    | 1'47"85 |      |
| 7    | 1      | Jordan Pothain           | Francia     | 1'48"35 |      |
| 8    | 8      | Víctor Martín            | Spagna      | 1'48"66 |      |

### Finale
| Pos. | Corsia | Atleta                   | Nazionalità | Tempo   | Note |
| ---- | ------ | ------------------------ | ----------- | ------- | ---- |
|      | 4      | Sebastiaan Verschuren    | Paesi Bassi | 1'46"02 |      |
|      | 5      | Velimir Stjepanović      | Serbia      | 1'46"26 |      |
|      | 4      | James Guy                | Regno Unito | 1'46"42 |      |
| 4    | 1      | Matias Koski             | Finlandia   | 1'46"98 |      |
| 5    | 6      | Glenn Surgeloose         | Belgio      | 1'47"05 |      |
| 6    | 2      | Kacper Majchrzak         | Polonia     | 1'47"45 |      |
| 7    | 8      | Maarten Brzoskowski      | Paesi Bassi | 1'47"85 |      |
| 8    | 7      | Andrea Mitchell D'Arrigo | Italia      | 1'48"05 |      |